# Persone di nome Rodolfo
| Questa pagina contiene informazioni ricavate automaticamente dalle voci biografiche con l'ausilio del template Bio e di un bot. L'aggiornamento è periodico e automatico e ricostruisce completamente la pagina. Se manca una persona in questa lista, sei pregato di non aggiungerla, ma accertati piuttosto che la sua voce biografica contenga il template Bio e che i dati anagrafici siano correttamente compilati. Se il template Bio manca, inseriscilo tu stesso o, in alternativa, metti l'avviso {{tmp\|Bio}} che ne segnala la mancanza. Se i dati riportati sono sbagliati, correggi direttamente la voce biografica; le modifiche saranno visibili in questa lista entro pochi giorni. Per chiarimenti vedi il progetto antroponimi. La lista contiene solo le 321 persone che sono citate nell'enciclopedia e per le quali è stato implementato correttamente il template Bio. Pagina aggiornata al 6 ago 2025. |

Questa è una lista di persone presenti nell'enciclopedia che hanno il nome Rodolfo, suddivise per attività principale.

## Agenti segreti(1)
- Rodolfo Siviero, agente segreto e storico dell'arte italiano (Guardistallo, n. 1911 - Firenze, † 1983)

## Allenatori di calcio(6)
- Rodolfo Arruabarrena, allenatore di calcio e ex calciatore argentino (Marcos Paz, n. 1975)
- Rodolfo Bodipo, allenatore di calcio e ex calciatore spagnolo (Dos Hermanas, n. 1977)
- Rodolfo Cardoso, allenatore di calcio e ex calciatore argentino (Azul, n. 1968)
- Rodolfo Giorgetti, allenatore di calcio e ex calciatore italiano (Seregno, n. 1971)
- Rodolfo Miguens, allenatore di calcio e ex calciatore portoghese (Lisbona, n. 1976)
- Rodolfo Vanoli, allenatore di calcio e ex calciatore italiano (Gavirate, n. 1963)

## Altisti(1)
- Rodolfo Bergamo, ex altista italiano (Venezia, n. 1955)

## Animatori(1)
- Rodolfo Marcenaro, animatore, vignettista e fumettista italiano (Genova, n. 1937 - San Martino in Rio, † 2020)

## Architetti(3)
- Rodolfo Petracco, architetto italiano (Trieste, n. 1889 - Foggia, † 1961)
- Rodolfo Rustichelli, architetto italiano (n. 1902 - † 1968)
- Rodolfo Sabatini, architetto italiano (Firenze, n. 1870 - Firenze, † 1957)

## Arcivescovi cattolici(3)
- Rodolfo Caroli, arcivescovo cattolico italiano (Roma, n. 1869 - La Paz, † 1921)
- Rodolfo Luís Weber, arcivescovo cattolico brasiliano (Bom Princípio, n. 1963)
- Rodolfo di Zähringen, arcivescovo cattolico tedesco (Balsareny, n. 1135 - Herdern, † 1191)

## Artisti(1)
- Rodolfo Vitone, artista italiano (Genova, n. 1927 - Genova, † 2019)

## Astronauti(1)
- Rodolfo Neri Vela, ex astronauta messicano (Chilpancingo de los Bravo, n. 1952)

## Astronomi(1)
- Rodolfo Calanca, astronomo italiano (Cavezzo, n. 1953 - Bagnolo in Piano, † 2021)

## Atleti(1)
- Rodolfo De Mori, atleta e militare italiano (Roma, n. 1892 - Santa Lucia, † 1915)

## Attori(18)
- Rodolfo Acosta, attore messicano (Chamizal, n. 1920 - Woodland Hills, † 1974)
- Rodolfo Baldini, attore e doppiatore italiano (Pistoia, n. 1946)
- Rodolfo Bianchi, attore, doppiatore e direttore del doppiaggio italiano (Roma, n. 1952)
- Rodolfo Bigotti, attore italiano (Roma, n. 1954)
- Rodolfo Corsato, attore italiano (Biella, n. 1964)
- Rodolfo Crespi, attore argentino (Rafaela, n. 1921 - Buenos Aires, † 1980)
- Rodolfo Hoyos Jr., attore e scenografo messicano (Città del Messico, n. 1916 - California, † 1983)
- Rodolfo Laganà, attore, comico e regista teatrale italiano (Roma, n. 1957)
- Rodolfo Licari, attore italiano (Casablanca, n. 1929 - Viareggio, † 1994)
- Rodolfo Lodi, attore italiano (Roma, n. 1895 - Roma, † 1985)
- Rodolfo Machado, attore argentino (Buenos Aires, n. 1934 - Buenos Aires, † 2020)
- Rodolfo Mantovani, attore, sceneggiatore e regista italiano (Foligno, n. 1978)
- Rodolfo Mayer, attore brasiliano (San Paolo, n. 1910 - Niterói, † 1985)
- Dolphy, attore, comico e produttore cinematografico filippino (Manila, n. 1928 - Makati, † 2012)
- Rodolfo Sancho, attore spagnolo (Madrid, n. 1975)
- Rodolfo Traversa, attore e doppiatore italiano (Torino, n. 1937)
- Rodolfo Valente, attore brasiliano (San Paolo, n. 1993)
- Rodolfo Valentino, attore e ballerino italiano (Castellaneta, n. 1895 - New York, † 1926)

## Avvocati(2)
- Rodolfo Grandi, avvocato e politico italiano (Tuenno, n. 1880 - Tuenno, † 1954)
- Rodolfo Morandi, avvocato, economista e politico italiano (Milano, n. 1902 - Milano, † 1955)

## Batteristi(1)
- Rodolfo García, batterista argentino (Buenos Aires, n. 1946 - Buenos Aires, † 2021)

## Botanici(1)
- Rodolfo Pichi Sermolli, botanico italiano (Firenze, n. 1912 - † 2005)

## Cantautori(6)
- Rudi Assuntino, cantautore, musicologo e autore televisivo italiano (Milano, n. 1941)
- Rodolfo Banchelli, cantautore e ballerino italiano (Firenze, n. 1958)
- Rodolfo De Angelis, cantautore, drammaturgo e attore teatrale italiano (Napoli, n. 1893 - Milano, † 1965)
- Rudy Marra, cantautore e scrittore italiano (Galatina, n. 1964)
- Fito Páez, cantautore, compositore e musicista argentino (Rosario, n. 1963)
- Santandrea, cantautore italiano (Faenza, n. 1961)

## Cardinali(3)
- Rodolfo Giovanni d'Asburgo-Lorena, cardinale e arcivescovo cattolico austriaco (Firenze, n. 1788 - Baden, † 1831)
- Rodolfo Pio, cardinale e arcivescovo cattolico italiano (Carpi, n. 1500 - Roma, † 1564)
- Rodolfo Quezada Toruño, cardinale e arcivescovo cattolico guatemalteco (Città del Guatemala, n. 1932 - Città del Guatemala, † 2012)

## Ceramisti(1)
- Rodolfo Ceccaroni, ceramista, scultore e pittore italiano (Recanati, n. 1891 - Recanati, † 1983)

## Cestisti(8)
- Rodolfo Ayup, cestista messicano (Matamoros, n. 1926 - † 2010)
- Rodolfo Choperena, cestista messicano (Città del Messico, n. 1905 - Città del Messico, † 1969)
- Rodolfo Díaz, cestista messicano (Città del Messico, n. 1918 - † 1993)
- Rudy Fernández, ex cestista spagnolo (Palma di Maiorca, n. 1985)
- Rodolfo Rombaldoni, ex cestista italiano (Sant'Elpidio a Mare, n. 1976)
- Rodolfo Salas, cestista peruviano (Lima, n. 1928 - † 2010)
- Rodolfo Valenti, ex cestista italiano (Fabriano, n. 1980)
- Rodolfo Valenti, ex cestista italiano (Fabriano, n. 1956)

## Chimici(1)
- Rodolfo Namias, chimico, fotografo e saggista italiano (Modena, n. 1867 - Milano, † 1938)

## Chitarristi(1)
- Rodolfo Maltese, chitarrista, trombettista e compositore italiano (Orvieto, n. 1947 - Roma, † 2015)

## Ciclisti su strada(4)
- Rodolfo Falzoni, ciclista su strada italiano (Quaderni di Villafranca, n. 1925 - Quaderni di Villafranca, † 2002)
- Rodolfo Massi, ex ciclista su strada e dirigente sportivo italiano (Corinaldo, n. 1965)
- Rodolfo Muller, ciclista su strada italiano (Livorno, n. 1876 - Parigi, † 1947)
- Rodolfo Torres, ciclista su strada colombiano (Busbanzá, n. 1987)

## Compositori(2)
- Rodolfo Grieco, compositore e arrangiatore italiano (Napoli, n. 1938)
- Rodolfo Halffter, compositore e direttore d'orchestra spagnolo (Madrid, n. 1900 - Città del Messico, † 1987)

## Condottieri(4)
- Rodolfo II Baglioni, condottiero e politico italiano (Perugia, n. 1518 - Chiusi, † 1554)
- Rodolfo IV d'Asburgo-Laufenburg, condottiero tedesco (n. 1322 - † 1383)
- Rodolfo II da Varano, condottiero italiano (Tolentino, † 1384)
- Rodolfo III da Varano, condottiero e politico italiano (Castello di Beldiletto, † 1424)

## Critici letterari(1)
- Rodolfo Quadrelli, critico letterario, poeta e saggista italiano (Milano, n. 1939 - Milano, † 1984)

## Designer(1)
- Rodolfo Bonetto, designer e batterista italiano (Milano, n. 1929 - Milano, † 1991)

## Direttori d'orchestra(1)
- Rodolfo Ferrari, direttore d'orchestra italiano (San Prospero, n. 1865 - Roma, † 1919)

## Direttori della fotografia(1)
- Rodolfo Lombardi, direttore della fotografia italiano (Roma, n. 1908 - Roma, † 1985)

## Dirigenti sportivi(1)
- Rodolfo Melloni, dirigente sportivo italiano (Firenze, n. 1914 - Firenze, † 1979)

## Disc jockey(2)
- Clark Kent, disc jockey e produttore discografico statunitense (New York, n. 1966 - Green Brook Township, † 2024)
- Rudeejay, disc jockey, produttore discografico e conduttore radiofonico italiano (Bologna, n. 1986)

## Dogi(1)
- Rodolfo Emilio Brignole Sale, doge (Genova, n. 1708 - Genova, † 1774)

## Filantropi(1)
- Rodolfo Tanzi, filantropo italiano (Parma, † 1216)

## Filologi(1)
- Rodolfo Renier, filologo, letterato e filosofo italiano (Treviso, n. 1857 - Torino, † 1915)

## Filosofi(2)
- Rodolfo Mondolfo, filosofo italiano (Senigallia, n. 1877 - Buenos Aires, † 1976)
- Rodolfo Sutermeister, filosofo svizzero (Wynigen, n. 1802 - Zofingen, † 1868)

## Fisici(1)
- Rodolfo Guzzi, fisico e scrittore italiano (Torino, n. 1942)

## Fisiologi(2)
- Rodolfo Ferrari, fisiologo, biologo e farmacologo italiano (Canneto sull'Oglio, n. 1904 - Londra, † 1975)
- Rodolfo Margaria, fisiologo italiano (Châtillon, n. 1901 - Milano, † 1983)

## Fumettisti(3)
- Rodolfo Cimino, fumettista italiano (Palmanova, n. 1927 - Venezia, † 2012)
- Rudy Salvagnini, fumettista, scrittore e critico cinematografico italiano (Padova, n. 1955)
- Rodolfo Torti, fumettista italiano (Roma, n. 1947)

## Generali(4)
- Rodolfo Fierro, generale e rivoluzionario messicano (El Fuerte, n. 1880 - Laguna de Mormones, † 1915)
- Rodolfo Gabrielli di Montevecchio, generale italiano (Fano, n. 1802 - Balaklava, † 1855)
- Rodolfo Graziani, generale e politico italiano (Filettino, n. 1882 - Roma, † 1955)
- Rodolfo Torresan, generale italiano (Padova, n. 1887 - Wöllstein, † 1944)

## Gesuiti(1)
- Rodolfo Acquaviva, gesuita e missionario italiano (Atri, n. 1550 - Cuncolim, † 1583)

## Giocatori di baseball(1)
- Rodolfo Castro, giocatore di baseball dominicano (El Llano, n. 1999)

## Giocatori di calcio a 5(2)
- Rodolfo Fortino, giocatore di calcio a 5 brasiliano (San Paolo, n. 1983)
- Rodolfo Tin, ex giocatore di calcio a 5 argentino (n. 1963)

## Giocatori di football americano(1)
- Rodolfo Santos, giocatore di football americano brasiliano (n. 1987)

## Giornalisti(2)
- Rodolfo Sabbatini, giornalista italiano (Roma, n. 1927 - Roma, † 1986)
- Rodolfo Walsh, giornalista e scrittore argentino (Lamarque, n. 1927 - Buenos Aires, † 1977)

## Giuristi(1)
- Rodolfo Sacco, giurista italiano (Fossano, n. 1923 - Torino, † 2022)

## Imperatori(1)
- Rodolfo II d'Asburgo, imperatore (Vienna, n. 1552 - Praga, † 1612)

## Imprenditori(3)
- Rodolfo Crespi, imprenditore italiano (Busto Arsizio, n. 1874 - San Paolo, † 1939)
- Rodolfo De Benedetti, imprenditore e dirigente d'azienda italiano (Torino, n. 1961)
- Rodolfo Hernández, imprenditore e politico colombiano (Piedecuesta, n. 1945 - Piedecuesta, † 2024)

## Ingegneri(4)
- Rodolfo Debenedetti, ingegnere e imprenditore italiano (Asti, n. 1892 - Torino, † 1991)
- Rodolfo Vantini, ingegnere e architetto italiano (Brescia, n. 1792 - Brescia, † 1856)
- Rodolfo Verduzio, ingegnere aeronautico e generale italiano (Napoli, n. 1881 - Roma, † 1958)
- Rodolfo Zich, ingegnere e dirigente d'azienda italiano (Torino, n. 1939 - Torino, † 2023)

## Liutai(1)
- Rodolfo Fredi, liutaio italiano (Todi, n. 1861 - Roma, † 1950)

## Magistrati(1)
- Rodolfo Loffredo, magistrato e politico italiano (Cagliari, n. 1870 - Roma, † 1956)

## Matematici(1)
- Rodolfo Bettazzi, matematico italiano (Firenze, n. 1861 - Torino, † 1941)

## Medici(4)
- Rodolfo Amprino, medico italiano (Torino, n. 1912 - Torino, † 2007)
- Rodolfo Lamprecht, medico croato (Zagabria, n. 1781 - Padova, † 1860)
- Rodolfo Stranieri, medico, pittore e fotografo italiano (Mantova, n. 1915 - † 1988)
- Rodolfo Torre Cantú, medico e politico messicano (Ciudad Victoria, n. 1964 - Ciudad Victoria, † 2010)

## Mercenari(1)
- Rodolfo di Salis, mercenario svizzero († 1515)

## Militari(7)
- Rodolfo Batagelj, militare e marinaio italiano (Trieste, n. 1906 - Mar Rosso, † 1941)
- Rodolfo Betti, militare italiano (Perugia, n. 1920 - Albania, † 1943)
- Rodolfo Boselli, militare italiano (Modena, n. 1887 - Derna, † 1912)
- Rodolfo Carabelli, militare italiano (Milano, n. 1899 - Milano, † 1936)
- Rodolfo Del Minio, militare italiano (Pisa, n. 1900 - Roma, † 1962)
- Rodolfo Giovanni Marazzino, militare italiano (n. 1585 - † 1645)
- Rodolfo Psaro, militare italiano (La Spezia, n. 1892 - Ciafa Gallina, † 1940)

## Musicisti(3)
- Rodolfo Biagi, musicista argentino (Buenos Aires, n. 1906 - Buenos Aires, † 1969)
- Rodolfo Falvo, musicista italiano (Napoli, n. 1873 - Napoli, † 1937)
- Rodolfo Kubik, musicista e antifascista italiano (Pola, n. 1901 - Buenos Aires, † 1985)

## Musicologi(1)
- Rodolfo Celletti, musicologo e critico musicale italiano (Roma, n. 1917 - † 2004)

## Neuroscienziati(1)
- Rodolfo Llinás, neuroscienziato colombiano (Bogotà, n. 1934)

## Nobili(27)
- Rodolfo Borghese, nobile, imprenditore e politico italiano (Monte Porzio Catone, n. 1880 - Roma, † 1963)
- Rodolfo di Courtenay, nobile francese
- Rodolfo Gavazzi, nobile italiano (n. 1908 - † 1995)
- Rodolfo Gonzaga, nobile e condottiero italiano (Mantova, n. 1452 - Fornovo, † 1495)
- Rodolfo Gonzaga, nobile italiano (Castiglione delle Stiviere, n. 1569 - Castel Goffredo, † 1593)
- Rodolfo Gonzaga, conte di Poviglio, nobile italiano (Luzzara - Poviglio, † 1553)
- Rodolfo di Hochberg, nobile svizzero (Rothelin, n. 1427 - Rothelin, † 1487)
- Rodolfo Montecuccoli degli Erri, nobile e ammiraglio austro-ungarico (Modena, n. 1843 - Baden, † 1922)
- Rodolfo I di Neuchâtel, nobile svizzero (Neuchâtel, n. 1070 - Neuchâtel, † 1148)
- Rodolfo II di Neuchâtel, nobile svizzero (Neuchâtel - Neuchâtel, † 1196)
- Rodolfo III di Neuchâtel, nobile svizzero (Neuchâtel - Neuchâtel, † 1263)
- Rodolfo IV di Neuchâtel, nobile svizzero (Neuchâtel, n. 1274 - Neuchâtel, † 1343)
- Rodolfo di Francia, nobile franco (n. 890 - Auxerre, † 936)
- Rodolfo II d'Asburgo, nobile tedesco (n. 1270 - Praga, † 1290)
- Rodolfo di Montescaglioso, nobile normanno († 1108)
- Rodolfo di Svevia, nobile e re tedesco (n. 1025 - Merseburg, † 1080)
- Rodolfo II di Altdorf, nobile tedesco (n. 927)
- Rodolfo I della marca del Nord, nobile tedesco († 1124)
- Rodolfo II della marca del Nord, nobile tedesco (Dithmarschen, † 1144)
- Rodolfo III di Tubinga, nobile tedesco (Vienna, † 1277)
- Rodolfo di Ginevra, nobile († 1265)
- Rodolfo di Pfullendorf, nobile tedesco (Gerusalemme, † 1181)
- Rodolfo I di Tubinga, nobile tedesco († 1219)
- Rodolfo IV d'Asburgo, nobile austriaco (Vienna, n. 1339 - Milano, † 1365)
- Rodolfo I di Sassonia-Wittenberg, nobile tedesco (Wittenberg, n. 1284 - Wittenberg, † 1356)
- Raul I di Vermandois, nobile franco (n. 1085 - † 1152)
- Rodolfo II di Vermandois, nobile francese (n. 1145 - † 1167)

## Nuotatori(2)
- Rodolfo Falcón, ex nuotatore cubano (L'Avana, n. 1972)
- Rodolfo Falcón, nuotatore cubano (n. 2001)

## Organisti(1)
- Rodolfo di Lasso, organista e compositore fiammingo (Monaco di Baviera - Monaco di Baviera, † 1625)

## Paleontologi(1)
- Rodolfo Coria, paleontologo argentino (Neuquén, n. 1959)

## Pallavolisti(2)
- Rodolfo Cavaliere, ex pallavolista e giocatore di beach volley italiano (Angera, n. 1974)
- Lombardo Ontiveros, pallavolista e giocatore di beach volley messicano (Escuinapa, n. 1983)

## Pallonisti(1)
- Rodolfo Sorcinelli, pallonista italiano (Mondolfo, n. 1918 - Mondolfo, † 1984)

## Partigiani(2)
- Rodolfo Canegrati, partigiano italiano (Castellazzo, n. 1912 - Rho, † 1944)
- Rodolfo Salvagiani, partigiano e politico italiano (Mezzano, n. 1897 - Ravenna, † 1979)

## Patriarchi cattolici(3)
- Rodolfo di Mérencourt, patriarca cattolico francese († 1225)
- Rodolfo di Domfront, patriarca cattolico francese (Domfront - † 1142)
- Rodolfo, patriarca cattolico francese († 1192)

## Personaggi televisivi(1)
- Rudy Zerbi, personaggio televisivo, conduttore radiofonico e produttore discografico italiano (Lodi, n. 1969)

## Pianisti(1)
- Rodolfo Caporali, pianista italiano (Roma, n. 1906 - Roma, † 2004)

## Piloti automobilistici(2)
- Rodolfo Bellini, pilota automobilistico italiano (Figline di Prato, n. 1939 - Viareggio, † 2006)
- Rodolfo González, pilota automobilistico venezuelano (Caracas, n. 1986)

## Pittori(9)
- Rodolfo Amoedo, pittore brasiliano (Salvador, n. 1857 - Rio de Janeiro, † 1941)
- Rodolfo Aricò, pittore e scenografo italiano (Milano, n. 1930 - Milano, † 2002)
- Rodolfo Fantuzzi, pittore italiano (Bologna, n. 1779 - Bologna, † 1832)
- Rodolfo Gambini, pittore italiano (Arluno, n. 1855 - Alessandria, † 1928)
- Rodolfo Gentili, pittore italiano (Macerata, n. 1937 - Ancona, † 2005)
- Rodolfo Marma, pittore e illustratore italiano (Firenze, n. 1923 - Firenze, † 1998)
- Rodolfo Morgari, pittore, decoratore e restauratore italiano (Torino, n. 1827 - † 1909)
- Rodolfo Villani, pittore e fotografo italiano (Roma, n. 1881 - Roma, † 1941)
- Rodolfo Viola, pittore italiano (Milano, n. 1937)

## Poeti(2)
- Rodolfo Di Biasio, poeta e scrittore italiano (Ventosa, n. 1937 - Formia, † 2021)
- Rodolfo di Ems, poeta tedesco (Hohenems - † 1254)

## Politici(25)
- Rodolfo d'Afflitto, politico italiano (Ariano, n. 1809 - Napoli, † 1872)
- Rodolfo di Catanzaro, politico normanno
- Rodolfo Audinot, politico italiano (Bologna, n. 1814 - Bologna, † 1874)
- Rodolfo Biazon, politico e generale filippino (Batac, n. 1935 - Muntinlupa, † 2023)
- Rodolfo Pietro Bollini, politico italiano (Legnano, n. 1923 - Legnano, † 2021)
- Rodolfo Carelli, politico e scrittore italiano (Montesarchio, n. 1931)
- Rodolfo De Laurentiis, politico italiano (Collelongo, n. 1960)
- Rodolfo Freude, politico argentino (Buenos Aires, n. 1922 - † 2003)
- Rodolfo Giampaoli, politico italiano (Pesaro, n. 1939)
- Rodolfo Gigli, politico italiano (Viterbo, n. 1935 - Viterbo, † 2023)
- Rodolfo Guerrini, politico e sindacalista italiano (Abbadia San Salvatore, n. 1919 - Roma, † 2003)
- Rodolfo Gustavo da Paixão, politico brasiliano (São Brás do Suaçuí, n. 1853 - Rio de Janeiro, † 1925)
- Rodolfo Jannaccone, politico e economista italiano (Como, n. 1940)
- Rodolfo Llopis, politico spagnolo (Callosa d'en Sarrià, n. 1895 - Albi, † 1983)
- Rodolfo Manganaro, politico italiano (Portoferraio, n. 1840 - Portoferraio, † 1893)
- Rodolfo Nin Novoa, politico uruguaiano (Montevideo, n. 1948)
- Rodolfo Orlandi, politico italiano (Pisa, n. 1056 - † 1102)
- Rodolfo Tambroni Armaroli, politico italiano (Fabriano, n. 1927 - Macerata, † 1996)
- Rodolfo Varano, politico e funzionario italiano (Ferrara, n. 1810 - Ferrara, † 1882)
- Rodolfo Vicentini, politico italiano (Lecco, n. 1896 - Bergamo, † 1974)
- Rodolfo Martín Villa, politico spagnolo (Santa María del Páramo, n. 1934)
- Rodolfo Giuliano Viola, politico italiano (Ceggia, n. 1959)
- Rodolfo Ziberna, politico e dirigente pubblico italiano (Gorizia, n. 1961)
- Rodolfo IV da Varano, politico e condottiero italiano (Camerino, † 1464)
- Rodolfo I da Varano, politico italiano (Camerino, † 1316)

## Presbiteri(1)
- Rodolfo Majocchi, presbitero e storico italiano (Pavia, n. 1862 - Pavia, † 1924)

## Principi(4)
- Rodolfo d'Asburgo-Lorena, principe austriaco (Prangins, n. 1919 - Bruxelles, † 2010)
- Rodolfo del Liechtenstein, principe austriaco (Vienna, n. 1816 - Vicenza, † 1848)
- Rodolfo del Liechtenstein, principe, generale e politico austriaco (Vienna, n. 1838 - Moravský Krumlov, † 1908)
- Rodolfo di Anhalt-Zerbst, principe (Harzgerode, n. 1576 - Zerbst, † 1621)

## Produttori discografici(1)
- Rodolfo Bianchi, produttore discografico, musicista e tecnico del suono italiano (Figline Valdarno, n. 1944)

## Pugili(1)
- Rodolfo González, ex pugile messicano (Guadalajara, n. 1945)

## Registi(3)
- Rodolfo Bisatti, regista cinematografico e regista televisivo italiano (Padova, n. 1960)
- Rodolfo Kuhn, regista, sceneggiatore e produttore cinematografico argentino (Buenos Aires, n. 1934 - Valle de Bravo, † 1987)
- Rodolfo Roberti, regista e sceneggiatore italiano (Roma, n. 1946 - Roma, † 2013)

## Rivoluzionari(1)
- Rodolfo Belenzani, rivoluzionario italiano (Trento, † 1409)

## Rugbisti a 15(1)
- Rodolfo Giuliani, ex rugbista a 15 italiano (Roma, n. 1928)

## Sceneggiatori(1)
- Rodolfo Sonego, sceneggiatore italiano (Belluno, n. 1921 - Roma, † 2000)

## Schermidori(1)
- Rodolfo Terlizzi, schermidore italiano (Firenze, n. 1896 - Firenze, † 1971)

## Scrittori(3)
- Rodolfo Doni, scrittore e banchiere italiano (Pistoia, n. 1919 - Firenze, † 2011)
- Rodolfo Rabanal, scrittore, giornalista e politico argentino (Buenos Aires, n. 1940 - Punta del Este, † 2020)
- Rodolfo M. Taboada, scrittore, giornalista e umorista argentino (Buenos Aires, n. 1913 - Buenos Aires, † 1987)

## Scultori(1)
- Rodolfo Zilli, scultore e pittore italiano (Nimis, n. 1890 - Lannach, † 1976)

## Sociologi(1)
- Rodolfo Fogwill, sociologo e scrittore argentino (Quilmes, n. 1941 - Quilmes, † 2010)

## Sovrani(4)
- Rodolfo, sovrano
- Rodolfo I d'Asburgo, sovrano tedesco (Sasbach am Kaiserstuhl, n. 1218 - Spira, † 1291)
- Rodolfo II di Borgogna, re († 937)
- Rodolfo III di Borgogna, re († 1032)

## Statistici(1)
- Rodolfo Benini, statistico italiano (Cremona, n. 1862 - Roma, † 1956)

## Storici(3)
- Rodolfo il Glabro, storico francese
- Rodolfo di Fulda, storico, teologo e religioso franco (Fulda, † 865)
- Rodolfo de Mattei, storico, scrittore e giornalista italiano (Catania, n. 1899 - Roma, † 1981)

## Storici dell'arte(1)
- Rodolfo Pallucchini, storico dell'arte e funzionario italiano (Milano, n. 1908 - Venezia, † 1989)

## Teologi(1)
- Rodolfo Ospiniano, teologo svizzero (Zurigo, n. 1547 - † 1626)

## Tiratori di fune(1)
- Rodolfo Rambozzi, tiratore di fune italiano

## Vescovi(3)
- Rodolfo Gabrielli, vescovo e santo italiano (Camporeggiano, n. 1034 - Gubbio, † 1064)
- Rodolfo, vescovo italiano (Piemonte - Novara, † 957)
- Rodolfo I di Würzburg, vescovo tedesco († 908)

## Vescovi cattolici(3)
- Rodolfo Cetoloni, vescovo cattolico italiano (Badia a Ruoti, n. 1946)
- Rodolfo Valenzuela Núñez, vescovo cattolico guatemalteco (Quetzaltenango, n. 1954)
- Rodolfo Pedro Wirz Kraemer, vescovo cattolico uruguaiano (Schwarzrheindorf, n. 1942)

## Violinisti(1)
- Rodolfo Lipizer, violinista, compositore e direttore d'orchestra italiano (Gorizia, n. 1895 - † 1974)

## Wrestler(1)
- El Santo, wrestler e attore cinematografico messicano (Tulancingo de Bravo, n. 1917 - Città del Messico, † 1984)

## Zoologi(1)
- Rodolfo Amando Philippi, zoologo e botanico tedesco (Charlottenburg, n. 1808 - Santiago del Cile, † 1904)

## Senza attività specificata(20)
- Rodolfo il Vecchio, conte (Habsburg, n. 1168 - Muri, † 1232)
- Rodolfo d'Asburgo-Lorena, austriaco (Vienna, n. 1858 - Mayerling, † 1889)
- Rodolfo I di Baden (n. 1230 - † 1288)
- Rodolfo di Sens, conte († 866)
- Rodolfo Drengot, cavaliere medievale normanno (Normandia - Normandia, † 1020)
- Rodolfo Cristiano della Frisia orientale, conte (Hage, n. 1602 - Berum, † 1628)
- Rodolfo di Lorena, duca francese (n. 1320 - Crécy-en-Ponthieu, † 1346)
- Rodolfo Augusto di Brunswick-Lüneburg, duca tedesco (Hitzacker, n. 1627 - Kissenbrück, † 1704)
- Rodolfo di Benevento, cavaliere medievale svevo
- Rodolfo di Besalù, conte
- Rodolfo I di Baviera, duca (Basilea, n. 1274 - Inghilterra, † 1319)
- Rodolfo I di Boemia, duca (Horažďovice, † 1307)
- Rodolfo I di Borgogna, conte († 911)
- Rodolfo II del Palatinato, conte tedesco (Wolfratshausen, n. 1306 - Neustadt, † 1353)
- Rodolfo di Barbena, cavaliere medievale normanno
- Rodolfo di Canne, cavaliere medievale normanno
- Rodolfo II di Sassonia-Wittenberg, duca (Wittenberg, n. 1307 - Wittenberg, † 1370)
- Rodolfo III di Sassonia-Wittenberg, duca (Wittenberg, n. 1373 - Boemia, † 1419)
- Rodolfo Viganò, ex tiratore a volo italiano (Milano, n. 1971)
- Rodolfo Visconti, italiano (Milano, n. 1358 - Trezzo sull'Adda, † 1389)